# 10BASE5

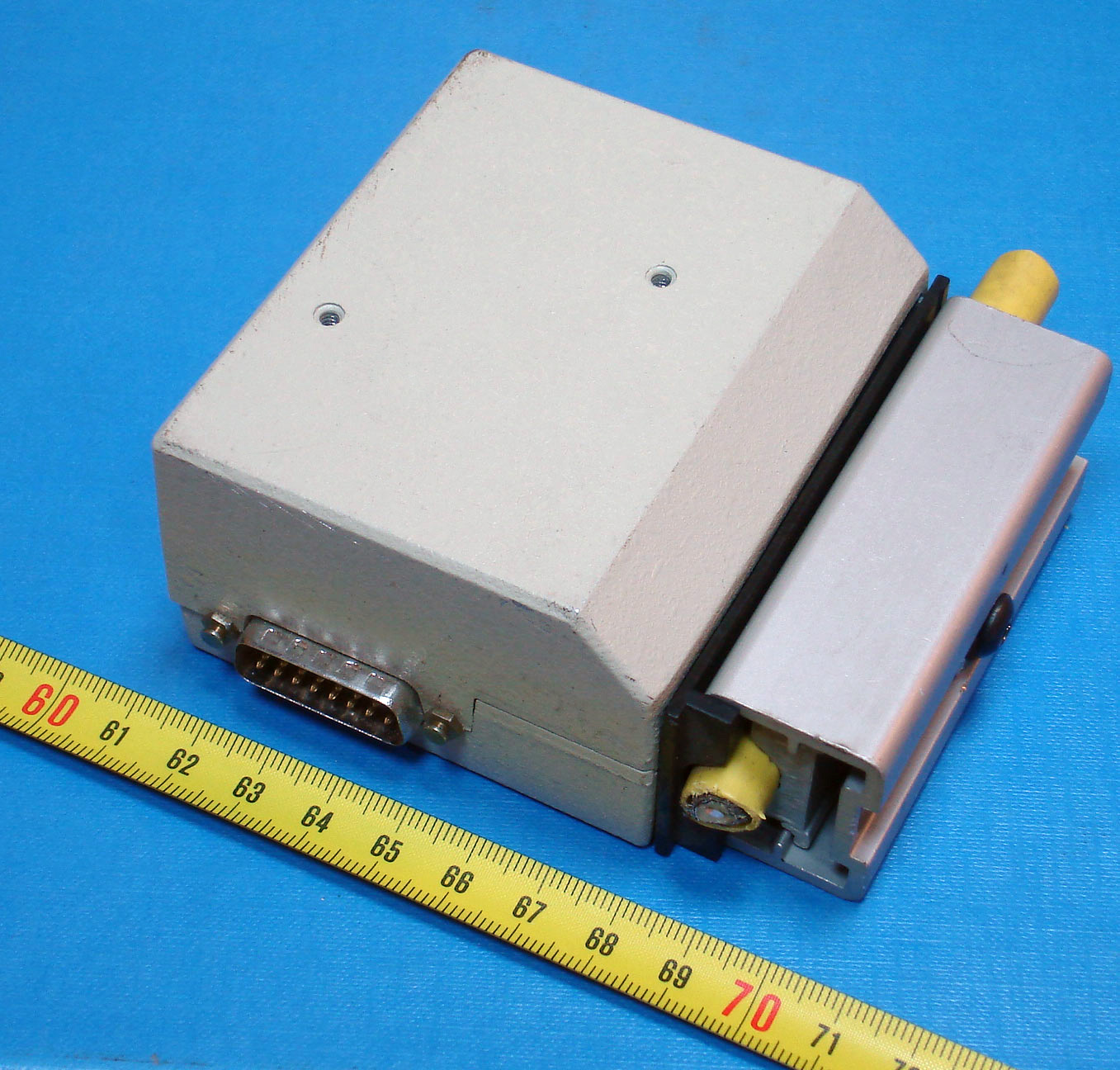
10BASE5-Transceiver

10BASE5, auch Thick Ethernet, Yellow Cable, Thicknet oder Thickwire genannt, ist eines der ersten Ethernet-Netzwerke.
Für 10BASE5 wird ein 10 mm dickes Koaxialkabel (RG-8) mit einer Wellenimpedanz von 50 Ohm verwendet. Zum Anschluss von Geräten muss mittels einer Bohrschablone ein Loch in das Kabel gebohrt werden, durch das ein Kontakt einer Spezialklemme (Vampirklemme) des Transceivers eingeführt und festgeklammert wird. Viele Vampirklemmen erlaubten auch eine einfache Schraubung, wo durch den Druck der Verschraubung ein spitzer Dorn bis zur Seele (Innenleiter) des Kabels getrieben wird. Einige Hersteller (z. B. 3Com) verwendeten zum Anschluss des Transceivers (Media Access Unit MAU) auch N-Steckverbinder. Dazu musste das Kabel an einer der Markierungen (alle 2,5 m) durchtrennt werden und Stecker angecrimpt oder -gelötet werden. An den Transceiver wird mittels des Attachment Unit Interfaces über ein Verbindungskabel die Netzwerkkarte des Computers angeschlossen.
Der 10BASE5-Standard bietet 10 Mbit/s Datenrate bei Übertragung im Base-Band und 500 m Reichweite mit maximal 100 Teilnehmern. Die Leitung hat keine Abzweigungen, und an den Enden sitzen 50 Ohm-Abschlusswiderstände. Aufgrund der früheren weiten Verbreitung findet man 10BASE5 bei einigen Installationen noch immer in Betrieb.

## Eigenschaften
Die wichtigsten Kabeleigenschaften von 10BASE5 sind:
- maximale Übertragungsrate von 10 Mbit/s
- 10BASE5 arbeitet nur im Halbduplexmodus
- maximale Segmentlänge ohne Repeater sind 500 m[1]
- maximal drei 10BASE5-Segmente mit jeweils max. 100 Stationen (plus maximal zwei Link-Segmente, siehe 5-4-3-Regel)[2]
- Wellenimpedanz 50 Ohm[3]
- hohe Störsicherheit
- geringe Dämpfung

## Merkmale
Wichtige Merkmale sind:
- jede Station wird über einen Transceiver an die Busleitung angeschlossen
- der Mindestabstand zwischen den Transceivern beträgt 2,5 m. Das ist notwendig, damit sich die Signalreflexionen am Transceiver-Anschluss nicht phasenmäßig summieren können, was Störungen des Netzwerkverkehrs zur Folge hätte